# Милтон Глејзер
Милтон Глејзер (енгл. Milton Glaser; Бронкс, 26. јун 1929 — Менхетн, 26. јун 2020) био је амерички графички дизајнер. Његови најзначајнији дизајни укључују логотип Волим Њујорк (енгл. I Love New York), постер за Боба Дилана из 1966. године и логое за Ди-Си комикс (енгл. DC Comics), Универзитет Стоуни Брук (енгл. Stony Brook University)  и Бруклинску пивару (енгл. Brooklyn Brewery). Године 1954. такође је био један од оснивача студија Пуш Пин (енг. Push Pin); суоснивач је магазина Њујорк (енг. NewYork) са Клејем Фелкером а основао је и компанију Милтон Глејзер (енгл. Milton Glaser Inc). Продуцирао је и дизајнирао Short Subject, познатији као Mickey Mouse in Vietnam, кратки антиратни шеснаестомилиметарски филм у режији Витни Ли Севиџа (оца Адама Севиџа) 1969. године. Његова уметничка дела приказивана су на изложбама и чине део сталних поставки многих музеја широм света. Током своје дуге каријере, урадио је дизајн за многе постере, насловне стране публикација и архитектонске пројекте. Добио је многе награде за свој рад, укључујући и признање National Medal of the Arts (Национална медаља за хуманистичке науке и уметност) од председника Барака Обаме 2009. године, те је био први графички дизајнер који је добио ово признање.

## Живот и каријера
Глејзер је рођен у Бронксу, у држави Њујорку. Његови родитељи, Јуџин и Елинор (рођена Бергман) били су имигранти мађарско-јеврејског порекла. Породица је становала у јужном Бронксу. Његов отац био је власник радње за хемијско чишћење и кројачнице, а  мајка је била домаћица. Пре похађања средње школе High School of Music & Art на Менхетну, ишао је на часове цртања код уметника Рафаела и Мозеса Сојера.
Након дипломирања на факултету Cooper Union у Њујорку, Рејнолд Рафинс, Симур Шваст, Едвард Сорел и Глејзер су 1954. године основали студио Пуш Пин (енгл. Push Pin). Глејзер им се придружио по повратку из Италије. Године 1957. Push Pin Monthly Graphic послат је пријатељима и клијентима. Рад студија одбацивао је традицију и залагао се за „препорођене  интерпретације историјских стилова“. Глејзер и Симур Шваст су двадесет година водили студио Пуш Пин, који је постао главни  репер у свету графичког дизајна. Студио је „редефинисао и проширио опсег одобрење за штампу дизајнера, илустратора и визуалне културе у целини“.
Глејзер је 1974. године основао своју дизајнерску компанију Milton Glaser Inc. и наредне године напустио студио Пуш Пин. Године 1983. склопио је партнерство са Валтером Бернардом и основао фирму за дизајн публикација у Њујорку под називом WBMG. Фирма WBMG је дизајнирала више од 50 часописа, новина и серијских публикација широм света.
Током своје каријере Глејзер је лично дизајнирао и илустровао више од 400 постера. Милтон се у великој мери ослањао на уметнике с почетка 20. века како би створио свој стил који се састојао од разиграних, психоделичних цртежа са контролисаним експлозијама боја, силуетама и смелим геометријским контурама. Његов рад је изложен у музеју Cooper Hewitt National Design Museum у Њујорку, у Музеју Викторије и Алберта у Лондону и у Израелском музеју у Јерусалиму. Његов рад је и саставни део међународних изложби. Имао је самосталне изложбе у Центру Жорж Помпиду у Паризу и Музеју модерне уметности у Њујорку.
Године 1988. Глејзер је дизајнирао италијански ресторан Trattoria Dell'Arte у власништву Шели Фајерман у Њујорку преко пута Карнеги Хола.
Године 2008. снимљен је документарни филм о њему под називом To Inform and Delight: The World of Milton Glaser. Омаж Глејзеру, који је још увек радио у својој 90. години, објављен је у Њујорк тајмсу (The New York Times) 2019. године.
Глејзер је преминуо од можданог удара и отказивања бубрега у Њујорку на свој 91. рођендан.

## Радови

### Постер Боба Дилана
Глејзер је дизајнирао постер за албум „Највећи хитови Боба Дилана“ 1966. године. То је био један од његових првих постера. Постер приказује профил Дилановог лица са психоделичном, коврџавом косом и  натписом „Дилан“ на дну по узору на Глејзеров фонт Baby Teeth. Инспирација за постер био је аутопортрет Марсела Дишана из 1957. године,  а на избор боја и облика на слици“ утицала је сецесија. Шест милиона постера је одштампано, дистрибуирано и продато за стотине долара као колекционарски предмети.

### ЛогоI Love New York
Једно од Глејзерових најпрепознатљивијих дела је лого „Ја волим Њујорк“ (I Love New York). Средином 1970-их стопа криминала у Њујорку је порасла, град се већ увелико сматрао опасним и био је на ивици банкрота. Држава Њујорк је 1977. године ангажовала рекламну агенцију Wells Rich Green и Милтона Глејзера да дизајнирају лого ради унапређења туризма. Глејзер је био тај који је смислио дизајн док је седео на задњем седишту таксија на путу ка састанку. Логотип се састоји од великог "I" и црвеног срца, постављеног на  слова "NY" у фонту Аmerican Typewriter, који симболизује Њујорк. Његова инспирација за лого био је дизајн слике Роберта Индијане „Љубав“ (LOVE), са четири слова наслагана једно на друго. „Глејзер је толико волео Њујорк да је свој рад дао граду бесплатно у нади да ће постати јавно власништво“.
Логотип доноси држави Њујорк 30 милиона долара сваке године и постао је икона поп културе. Штампа се на свему, од шољица за кафу до мајица и качкета. Лого се може видети свуда у Њујорку. Рад Роберта Индијане утицао је на Глејзера, који је заузврат инспирисао друге дизајнере да креирају варијације на тему, на пример I Heart Radio. Држава Њујорк је против њих поднела скоро 3.000 тужби.
Након терористичких напада 11. септембра, лого је постао још већи симбол стварајући јединство у народу. Глејзер је дизајнирао модификовану верзију на којој пише: „Ја волим Њујорк више него икад“ као одговор на те нападе. Црвено срце има мали огорели део дуж једне ивице који симболизује напад на Светски трговински центар.

### ЧасописNewYork
Глејзер и Клеј Фелкер су 1968. основали часопис NewYork. Часопис је био о томе како је изгледао на страни читаоца; „писало се  о томе шта се дешавало у Њујорку у то време“. Један пример тога је „Подземни гурман“. Тема су били јефтини ресторани у Њујорку. Глејзер је седам година писао чланак са Џеромом Снајдером. Била је то једна од најпопуларнијих рубрика у магазину. NewYork је „постао образац за градске магазине  и подстакао мноштво имитација“. Глејзер је напустио часопис 1977. године. Захваљујући Глејзеровом искуству са часописом NewYork, Џон Ф. Кенеди Млађи га је ангажовао 1993. године да заједно са његовим партнером Мајклом Џ. Берманом раде на грађењу угледа који им је био потребан за њихов почетнички магазин George.

### Типографија
Глејзер је 1970. године дизајнирао истоимени фонт Glaser Stencil по узору на геометријске санс серифне фонтове као што су Futura и Avant Garde.

#### Дизајнирани фонтови
- Art Decko (Photo Lettering Inc.) [24]
- Babycurls (Photo Lettering Inc.) [23]
- Babyfat (1964, Photo Lettering Inc.) [24]
- Babyteeth (1966, Photo Lettering Inc.) [24]
- Eightway (1964, Photo Lettering Inc.), са Џорџом Левитом[24]
- Futura Stencil (1970, Mergenthaler) [24]
- Glazer Stencil (1970, Mergenthaler) [23]
- Houdini (1969, Photo Lettering Inc.) [24]
- Rainbow! (1987, Photo Lettering Inc.) [24]
- Stencil Select (1970, Mergenthaler) [23]

### Помилио Блум
Глејзер је 2019. године преуредио „носорог“, историјски лого италијанске комуникацијске агенције Помилио Блум. Полазећи од овог искуства, снимљен је документарац под називом A Social Design story, који је доступан на Amazon Prime Video USA и UK.

## Награде
Године 2004. Глејзер је освојио награду National Design Award Lifetime Achievement за животно дело од музеја Cooper-Hewitt National Design Museum за велике и значајне далекосежне доприносе савременој дизајнерској пракси.
Године 2009. одликован је наградом National Medal of Arts, коју су му уручили председник Барак Обама и прва дама Мишел Обама у Белој кући.  Глејзер је први графички дизајнер који је добио ову награду.
Глејзер је 2015. године проглашен једним од осам истакнутих личности старијих од 80 година на догађају Eight Over Eighty, који организује непрофитна организација The New Jewish Home.

## Одабрани радови
- Brooklyn Brewery logo
- DC Comics logo, 1977–2005
- LaGuardia High School logo
- Stony Brook University logo
- Stony Brook Southampton logo

## Публикације
Glaser, Milton (2020). Sketch and Finish: The Journey from Here to There. Hudson, N.Y.: Princeton Architectural Press.  9781616899615.